# Looking for John Maddock
Looking for John Maddock is het zesde studioalbum van de Nederlandse muziekgroep Flamborough Head. Het album is opgenomen in geluidsstudio’s in Bakkeveen (Harmsdobbe) en Leeuwarden (Aurelia). De muziek bestaat uit retro-progressieve rock teruggaand naar de jaren 70. Door de vele gitaarsoli, gebruik van dwarsfluit en toetsinstrument heeft de muziek veel weg van die van Camel; af en toe door de vrouwelijke zangstem ook van Earth & Fire en/of Renaissance. Het album verscheen op het platenlabel Cyclops Records dat is gespecialiseerd in deze niche.

## Musici
- Eddie Mulder – gitaar en achtergrondzang
- Margriet Boomsma – zang, dwarsfluit en blokfluit
- Edo Spanninga – toetsinstrumenten
- Marcel Derix – basgitaar
- Koen Roozen - slagwerk en percussie

## Muziek
Alle teksten van Boomsma:

| Nr. | Titel                                         | Duur  |
| --- | --------------------------------------------- | ----- |
| 1.  | The garden pond (Mulder)                      | 5:31  |
| 2.  | Sleepless night (Mulder, Boomsma)             | 7:02  |
| 3.  | Spring (Mulder)                               | 5;25  |
| 4.  | Waste of time (Mulder, Boomsma)               | 6:32  |
| 5.  | Don’t forget us (Mulder)                      | 8:23  |
| 6.  | Looking for John Maddock (Spanninga, Boomsma) | 19:43 |

Na dit album vertrok Eddie Mulder.